# 각질가시세포종
각질가시세포종(keratoacanthoma, KA), 또는 각질극세포종(角質極細胞腫), 각화극세포종(角化棘細胞腫)은 전이나 침윤의 가능성이 낮은 저등급의 흔한 피부 종양으로, 빠르게 성장한다. 모낭 (털피지샘단위)에서 발생하는 것으로 생각되며 편평세포암종을 닮은 경우도 있다.
각질가시세포종의 특징으로는 반구형의 대칭적인 병변이 있는데, 병변은 염증이 있는 피부 벽으로 둘러싸여 있고 케라틴 잔해로 덮여 있다. 각질가시세포종은 빠르게 자라며 수 일이나 수 주 만에 커다랗게 자란다. 치료하지 않은 채 수 개월이 경과할 경우 거의 전부 영양 부족으로 괴사한 뒤 치유되어 흉터가 남게 된다. 태양광에 노출되는 피부에서 각질가시세포종이 흔히 발견되는데, 종종 머리나 팔, 손이 이에 해당한다. 점막피부경계나 점막에서 드물게 발견된다.
각질가시세포종은 눈으로 봤을 때는 피부암과 구별하기 어려울 수 있다. 현미경으로 보았을 때 각질가시세포종은 편평세포암종과 아주 닮은 모습이다. 이 둘을 구분하기 위해서는 전체 병변을 제거하여 검사할 필요가 있다. 일부 병리학자는 각질가시세포종을 완전히 다른 질환으로 분류하며 악성 질환이 아니라고 주장하나, 전체 임상적 및 조직학적 각질가시세포종의 약 6%는 침습적이고 공격적인 편평세포암으로 진행한다. 또 다른 병리학자들은 각질가시세포종을 "잘 분화된 편평세포암종, 각질가시세포종 변이"로 구분하며, 확진을 위한 신속한 수술이 권장되기도 한다.

## 분류

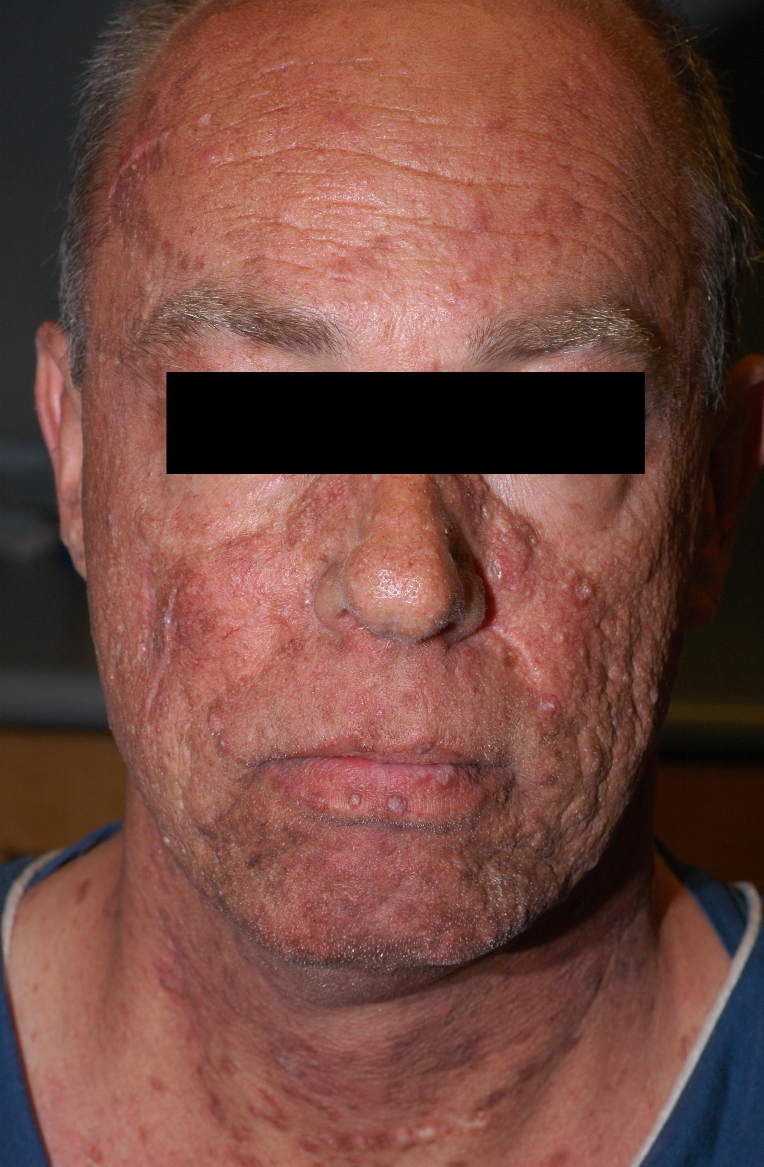
전신성 발진각질가시세포종 환자

지난 20세기에는 각질가시세포종이 자주 보고되며 재분류되어 왔으며, 결국 여러 가지 아형으로 나뉘게 되었다. 각질가시세포종은 양성으로 분류되기는 하지만 그 예측 불가능성으로 인해 편평세포암과 동일한 수준의 관심이 필요하다.
각질가시세포종은 다음의 아형으로 나뉠 수 있다.:763–764:643–646
거대각질가시세포종(giant keratoacanthomas)은 각질가시세포종의 변이형으로, 크기가 수 cm에 달할 수 있다.:763 연변성 원심성 각질가시세포종(keratoacanthoma centrifugum marginatum)은 각질가시세포종의 변이형인 피부 질환으로, 다발성의 종양이 국소 영역에서 자라나는 것이 특징이다.:763:645 다발각질가시세포종(multiple keratoacanthomas) 또는 페르구손 스미스 증후군(Ferguson–Smith syndrome, "Ferguson-Smith type of multiple self-healing keratoacanthomas")은 각질가시세포종의 변이형의 피부 질환이며, 다발성의 각질가시세포종이 때로는 수백 개 발생하는 질환이다.:763:644 단발각질가시세포종(solitary keratoacanthoma) 또는 손발톱밑각질가시세포종(subungual keratoacanthoma)은 양성이지만 빠르게 자라며 국소 부위에 공격적인 종양으로 손톱 주변에서 간혹 발생한다.:667,764:644 전신성 발진각질가시세포종(generalized eruptive keratoacanthoma) 또는 지보브스키 전신성 발진각질가시세포종(generalized eruptive keratoacanthoma of Grzybowski)은 각질가시세포종의 변이형인 피부 질환으로, 수백 개에서 수천 개의 작은 각화된 구진이 전신에 발생하는 것이 특징이다.:763 :645 다수의 전신성 발진각질가시세포종 환자에서는 치료가 성공적이지 못했다. 완화제와 가려움 약이 일부 증상을 가라앉힐 수 있다. 질환의 개선이나 완전 관해는 아시트레틴, 아이소트레티노인, 플루오로우라실, 메토트렉세이트, 사이클로포스파마이드 등의 약제를 사용했을 때 보고되었다.

## 원인
각질가시세포종은 나이가 많은 환자에서 보다 빈발한다. 자외선, 발암물질, 최근 피부에 발생한 손상, 면역억제, 유전적 소인과 같은 여러 가지 원인들이 각질가시세포종의 원인으로서 제기되었다.  편평세포암과 마찬가지로, 인유두종 바이러스(HPV) 동시감염이 산발성 각질가시세포종에서 발견된다. HPV가 원인 인자라는 주장이 제기되기도 하였으나 입증되지는 않았다.
BRAF 억제제인 베무라페닙과 다브라페닙 등, 흑색종의 여러 새로운 치료제들이 각질가시세포종 발생률을 높인다고 알려져 있다.

## 진단

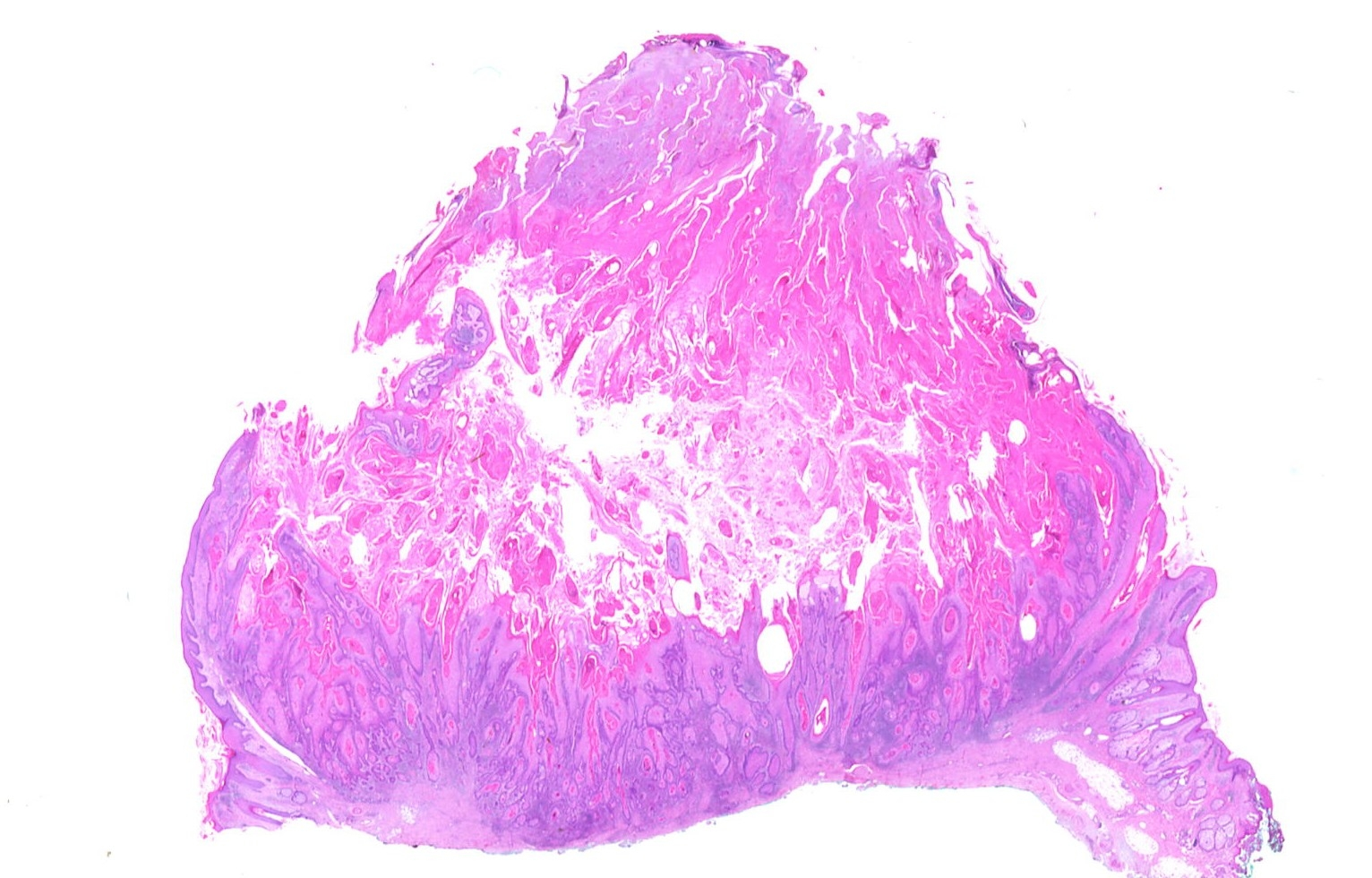
피부 각질가시세포종의 현미경 사진

각질가시세포종은 불규칙한 분화구 모양이며 특징적으로 과각화된 중심을 가진, 두껍고 융기되어 있는 결절성의 병변으로 나타난다. 대개 환자들에서는 급속히 자라나는 반구형의 종양이 발생한다.
전체 병변을 제거한 경우, 병리학자는 검사를 통해 각질가시세포종과 편평세포암종을 감별할 수도 있다.

## 치료
적절한 경계를 두고 전체 병변을 절제하면 병변을 제거하여 완벽하게 조직 생검을 시행할 수 있다. 이때 수술로 인한 상처는 수술 전 계획한 대로만 남게 되고, 상처는 좋은 미용상의 결과를 가지고 복구될 수 있다. 그러나, (특히 얼굴에서) 전체 병변을 제거하면 성형외과적 재건술에 있어 어려운 문제가 될 수 있다. 코나 얼굴에서는 경계를 조절하며 최소한의 조직을 제거하는 모스수술을 실시할 수 있으나, 많은 보험 회사에서는 모스수술 비용을 내주기 전에 악성 종양 확진을 필요로 하는 경우가 많다. 한편 특히 미용적으로 민감한 부위들에서 임상적 진단이 합리적으로 내려진 경우, 수술 이외에 치료 없이 자발적 관해를 기다리는 방법을 채택할 수도 있다.
몸통, 팔, 다리에서는 전기건조법과 소파술만으로도 각질가시세포종이 퇴행되기 전에 병변을 조절하는 데에 충분할 수 있다. 그 외 고려할 수 있는 치료법으로는 동결수술이나 방사선치료, 메토트렉세이트나 5-플루오로우라실의 병변 내 주사 등이 있다.
전기건조법이나 소파술 이후에 각질가시세포종이 재발할 수 있는데, 소파술을 추가로 시행하거나 수술을 통한 절제로 재발을 확인하여 신속하게 치료할 수 있다.

## 역사
1889년, 조나단 허친슨(Jonathan Hutchinson) 경은 얼굴의 분화구 모양 궤양에 관하여 기술하였다. 1936년, 맥코막(MacCormac)과 스카프(Scarf)는 동일한 질환을 "molluscum sebaceum"이라고 기술하였다. 그 후 월터 프로이덴탈(Walter Freudenthal)이 "각질가시세포종"(keratoacanthoma)이라는 용어를 만들었다. 1950년에는 이 용어가 피부과 의사 아서 룩(Arthur Rook)과 병리학자 이안 윔스터(Ian Whimster)에 의해 확립되었다.